# Kampfgeschwader 27
27-ма бомбардувальна ескадра «Бельке» (нім. Kampfgeschwader 27 Boelcke (KG 27) — бомбардувальна ескадра Люфтваффе за часів Другої світової війни. Формування брало участь практично в усіх кампаніях та великих битвах на Європейському театрі війни, починаючи з вторгнення вермахту до Польщі й до завершальної стадії воєнних дій в Європі. Основним завданням ескадри було проведення стратегічного бомбардування, безпосередня підтримка військ на полі бою, боротьба з кораблями та суднами противника тощо.

## Історія з'єднання

### Формування
27-ма бомбардувальна ескадра «Бельке» сформована 1 травня 1939 року у Ганновер-Лангенгагені шляхом перейменування штабу ескадри та авіагруп KG 157. Штаб і група I./KG 27 дислокувалися в Лангенгагені, II./KG 27 група — у Вунсторфі і III./KG 27 група — у Дельменгорсті відповідно. На озброєнні частини перебували середні двомоторні бомбардувальники Heinkel He 111 H. Літом 1940 року у Аворі в окупованій Франції створена авіагрупи IV./KG 27.

### Польща

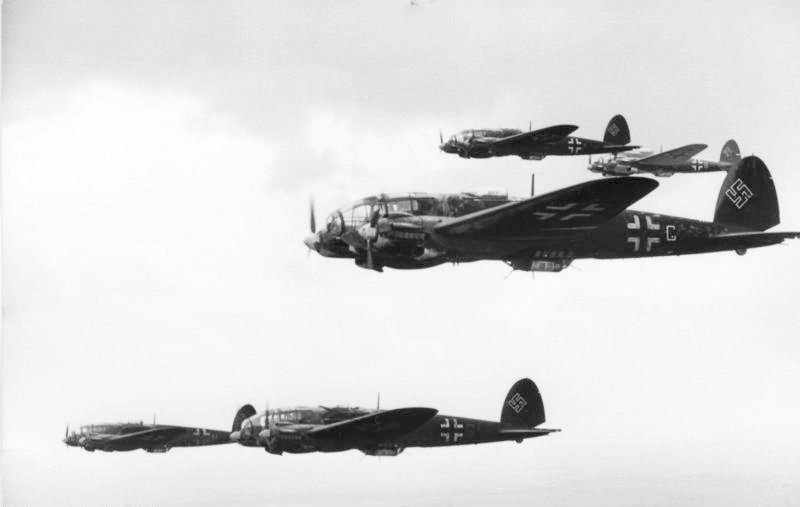
Підрозділ бомбардувальної ескадри KG 27 на літаках He 111 у бойовому порядку. Битва за Британію. 1940

На 1 вересня 1939 року, на момент початку Другої світової війни, 27-ма ескадра була розосереджена та передана в підпорядкуванні різних флотів і дивізій. Штаб ескадри мав у розпорядженні п'ять боєготових бомбардувальників із шести за штатом. Група I./KG 27 оберстлейтенанта Фріца Граумніца могла виставити 31 з 35 бомбардувальників. II./KG 27 під командуванням майора Ганса де Саланж-Драббе мала 32 (з 35) боєздатних бомбардувальників. III./KG 27 була найбільшою, маючи 33 придатних до війни бомбардувальників із загальної кількості 36. Усі три групи були оснащені Heinkel He 111 і пройшли навчання протягом літа для досягнення оперативної готовності.
Штаб KG 27 був переданий IV повітряному корпусу 2-го повітряного флоту, з базуванням у Ганновер-Лангенгаген. I./KG 27 базувався в тому ж місці, але був підпорядкований 1-й авіаційні дивізії 1-го повітряного флоту, як і друга група. III./KG 27 також залишився в цій дивізії, але базувався в Кенігсберг-Ноймарк.
1 вересня 1939 року німецький вермахт вторгся в Польщу. Усі три групи атакували Варшаву в ході операції. Метою було знищити промислову базу та політичну волю Польщі. Літаки KG 27 злітали з баз у Ганновері (725 км від Варшави) і після бомбардування поверталися на передові аеродроми в Померанії. Втім, такі місії були значною мірою неефективними зважаючи на плече польоту бомбардувальників. Польська винищувальна бригада полковника Стефана Павліковського чинила запеклий опір німецькій авіації, але в боях з винищувальним ескортом Bf 110 втратила 17 % своїх сил. Однак керівництво сухопутних військ вермахту виступило із запереченнями проти доцільності такого роду повітряних атак і переконало Гітлера перенацілити бомбардувальну авіацію на підтримку наземних операцій у перші вирішальні години вторгнення, відклавши масштабні бомбардування на подальші дні.
На третій день ОКЛ вирішив завдати удару по польській авіабудівній промисловості. KG 27 перебував у запасі. Третя група була повернута до повітряного флоту Альберта Кессельринга і бомбила залізничні цілі навколо Варшави. III./KG 27 залишився у 1-й авіаційній дивізії, що підтримувала наступ німецької 4-ї армії, що переслідувала армію «Познань». 6 вересня групу передали 4-му повітряному флоту, а III./KG 27 — перевели на південь.
Окремо бомбардувальники KG 27 атакували багато цілей у північній та центральній Польщі. I./KG 27 з 1 по 27 вересня завдавала ударів по цілях і містах на Нареві, Лодзі (битва за Лодзь) та Любліні. II. і III. діяла таким же чином до 17 вересня, того дня, коли радянські війська вторглися в Польщу. I./KG 27 перевели до Дельменгорста, а пізніше до Вунсторфа. 6 жовтня 1939 року Польща капітулювала перед загарбниками.

### Західна кампанія
KG 27 активно діяла в ході Дивної війни на Західному фронтові. До квітня 1940 року усі три групи KG 27 брали участь у розкиданні листівок та повітряній розвідці в районі Ам'єна, Лілля, Арраса та інших містах Франції.
В контексті підготовки до кампанії на Заході, до 10 травня 1940 року штаб і I. були в Ганновері, тоді як II. і III. залишалися в Дельменгорсті та Вунсторфі відповідно. KG 27 передали IV повітряному корпусу 2-го повітряного флоту. Усі, крім одного, 36 He 111 першої групи були боєготові, тоді як друга група могла зібрати 25 з 35 машин, а третя група 32 з 38 штатних.
10 травня план «Гельб» вступив у силу, війська вермахту розпочали вторгнення в Нідерланди, в Бельгію та у Францію. I./KG 27 безпосередньо діяла над Ліллем, Антверпеном, Брюсселем і Намюром, підтримуючи наступ сухопутних формувань. KG 27 та KG 54 перебували на вістрі удару головних сил IV авіакорпусу у цьому секторі. II./KG 27 бомбили цілі в Норран-Фонт і Дюнкерку. Третя група завдала удару по аеропорту Лілля. За перший день люфтваффе вразило 47 аеродромів у Франції. Також постраждали Булонь, Аббвіль, Берк, Сент-Енглевер і Камбре.
У цей перший день битви сім літаків KG 27 зникли безвісти, два списані та п'ять пошкоджено. Першим бойової втрати в бою зазнав штаб KG 27. На рахунку екіпажів ескадри було чотири збитих «Харрікейни». Ще два бомбардувальника були втрачені під час цих нальотів та чотири пошкоджені — усі з II./KG 27.
З 10 по 15 травня II./KG 27 підтримувала 6-у німецьку армію в Бельгії, атакуючи Лілль, Антверпен, Брюссель і Намюр. 11 травня II./KG 27 діяла над Жамблу, забезпечуючи повітряну підтримку наземним силам в ході битви при Жамблу, і мала жорсткі повітряні бої з французькими винищувачами над Кале. Бомбардувальники групи літали на підтримку прориву німецьких військ у Фландрії та Артуа, а також прориву передових підрозділів вермахту до Ла-Маншу. 18 травня група втратила літаки над Камбре та Турне. В ході боїв група втратила свого командира майора Райнгольда Тамма, збитого і захопленого французами в полон. Командування групою взяв на себе Фрідріх-Карл Шліхтінг.
Літаки III./KG 27 одночасно бомбили цілі в районах Лілля, Антверпена, Брюсселя та Намюра, а також 16 травня атакували Вавр. III./KG 27 та дії авіагрупи не добре зафіксовані. Вважається, що частина підтримувала наступ у Фландрії в регіоні Артуа і, можливо, забезпечувала авіаційну підтримку в битві при Жамблу.
20 травня група армій «A» прорвалася до Ла-Маншу. I./ KG 27 вилетіла на підтримку військ у битвах за Кале та під Дюнкерком. До 31 травня II./KG 27 також бомбардувала порт Дюнкерка і 27 травня атакувала Діксмейде та Остенде в Бельгії. III./KG 27 підтримувала облогу Лілля та захоплення Руселаре. 22 травня авіаційна група втратила три бомбардувальники, одним із них був командир групи гауптман Ульріх Шірмер.
3 червня KG 27 брала участь у масованому авіаційному ударі по аеродромах та об'єктах промисловості в Парижі, за планом операції «Паула». У перший день операції «Рот» KG 27 втратила п'ять літаків, KG 54 чотири, а JG 27 ще п'ять. I./KG 27 підтримували просування військ вздовж узбережжя Ла-Маншу. Ескадра бомбардувала Орлеан і цілі над Сеною, Руаном, Луарою, порти Гавра і Шербура. II./KG 27 підтримала першу групу і просування танкових з'єднань вермахту у Бретані. Третя група, схоже, була виведена з битви для відновлення сил у травні та червні.
28/29 червня 1940 року He 111 KG 27 розпочали нанесення авіаційних ударів по портах південної Англії та Уельсу. Після перемир'я 22 червня 1940 року три групи перемістилися на свої бази в Турі, Дінарі та Ренні відповідно.

### Битва за Британію
З 4 липня ескадра взяла активну участь у битві за Канал (нім. Kanalkampf), метою якої визначалося досягнення повної переваги німецької авіації в повітрі над південною Англією перед початком вторгненням наземних сил, до того ж Герінг визначав ціль — максимальне знищення британської авіації та нанесення максимальних збитків Королівському флоту, що діяли у Ла-Манші.
30 липня II./KG 27 атакувала Бристоль та судна в Бристольському каналі. 11 серпня I. і II./KG 54 атакували Портленд, а 20 He 111 з KG 27 бомбили Бристоль. Незважаючи на винищувальний супровід I. і II./ZG 2 і III./JG 2, II./KG 27 зазнала втрат, її командир Фрідріх-Карл Шліхтінг був збитий і захоплений у полон.
13 серпня 1940 року розпочалася операція «Адлертаг», метою якої визначалося повне знищення винищувальної авіації британців. KG 27 завдавав авіаційних ударів по позиціях противника у Бристолі, Біркенгеді та Ліверпулі.
Наступного дня бомбардувальники третьої групи бомбардували Саутгемптон, де вивели зі строю головну залізничну лінію. Три формування He 111 непомітно проникли через винищувальний захисний заслін Королівської авіації та прорвалися до аеродромів у Колерні, графство Вілтшир, Сіленд у графстві Чешир, де завдали великої шкоди. Німці втратили п'ять бомбардувальників, двоє членів екіпажу загинули, а решта вважаються зниклими безвісти, і їхня доля невідома; серед них був один командир ескадрильї.
18 серпня, у Найважчий день у битві за Британію літаки II./KG 27 спробували атакувати доки Ліверпуля і втратили один бомбардувальник біля Дандженесса. 610-та британська ескадрилья знищила один He 111, а двоє інших було пошкоджено внаслідок вимушених висадок. В одному інциденті He 111 KG 27 незадовго до півночі атакував льотну тренувальну школу у Віндраші, графство Глостершир, де проводилися нічні польоти. Бомбардувальник врізався в британський Avro Anson, убивши всіх п'ятьох осіб на борту.
19 та 20 серпня KG 27 завдавали удару по Альберт-Доку в Ліверпулі. Крім Ліверпуля, який атакували 12 літаків, Шеффілд, Дербі, Галл, Ноттінгем і Лестер зазнали нальотів невеликої кількості бомбардувальників, спричинивши загибель 112 людей.
З середини серпня до початку вересня I./KG 27 виконував переважно операції морського патрулювання між Бретанню та Ірландією. Друга група до 29 серпня продовжувала нічні атаки на Ліверпуль, Беркенгед, Лондон, Бірмінгем і Ковентрі. III. група також брала участь у нічних обстрілах та спорадичних нападах на аеродроми.
До 7 вересня через високу інтенсивність боїв у небі над Англією кількість справних бомбардувальників в ескадрі різко знизилася. Перша група мала в наявності лише 13 із 35 бомбардувальників, тоді як друга група 15 із 32 літаків наявних на початок битви. Третя група скоротилася до 20 He 111, з яких 13 були справними. З цього часу зосередження атак Люфтваффе перенацілилося з атак на аеродроми військової авіації на рейди на жилі квартали Лондона.
У жовтні Люфтваффе перевело формат бомбардувань у нічні нальоти, що стали відомі як Бліц. Пілоти KG 27 брали участь майже в усіх акціях «Бліцу», при цьому працювали всі три групи. KG 27 підтримувала атаки на великі промислові міста: Плімут, Саутгемптон, Кардіфф, Манчестер, Ліверпуль, Ковентрі, Бірмінгем, Шеффілд, Портсмут, Глазго, Бристоль, Кінгстон-апон-Галл і Белфаст.
Усі три групи гешвадер були залучені до операції «Місячна соната», масованого нападу на Ковентрі 14 листопада 1940 року. 29 грудня 1940 року III./KG 27 брала участь у рейді на британську столицю, який став відомим як Друга велика пожежа в Лондоні. Ця група була першою хвилею бомбардувальників, що вразили Лондон тієї ночі між 20:14 та 20:55 GMT.
KG 27 працював з кількома групами, кожна з яких атакувала кілька цілей за одну ніч. Наприклад, 6/7 листопада 1940 року III./KG 27 бомбила Ліверпуль, Саутгемптон, Бристоль, Фалмут і Фові. Також німці бомбардували інші міста; Портленд, Ексмут, Богнор Реджіс, Борнмут, Челтнем, Пул, Веймут, Портісхед, Ейвонмут, Грейвсенд, Суонсі, Філтон, Єйт, Пембрук, Браунтон, Сент-Ноттінг, Клайдсайд, Ноттінгем, Дербі.
В останній тиждень квітня 1941 року I./KG 27 визначили на операції, спрямовані проти судноплавства. З 4 на 5 червня 1941 року усі три групи в останній раз провели бомбардування Британії. I та II./KG 27 атакували Бірмінгем, а третя група завдала удару по Бристолю; постраждали райони Філтон, Колерн і Хакклекот.

### Східний фронт

#### 1941
У середині червня 1941 року KG 27 передислокували до Румунії. Штаб ескадри, I. і II./KG 27 авіагрупи базувалися у Фокшани, III./KG 27 було переміщено в Зілістею. Бомбардувальна ескадра перебувала під керівництвом IV повітряного корпусу 4-го повітряного флоту і виконувала завдання щодо підтримки групи армій «Південь». Третя група мала 25 справних He 111 із 28 на початок вторгнення; друга група 21 з 24; перша група 22 з 30.
22 червня почалася операція «Барбаросса». KG 27 виконував польоти, атакуючи аеродроми радянських ВПС на напрямках Бєльці, Кам'янця-Подільського. У перші десять днів війни лінія фронту вздовж радянсько-румунського кордону була не такою динамічною, як де-небудь на німецько-радянському фронті. 2 липня 1941 року румунсько-німецькі війська перейшли в наступ у Бессарабії, розпочавши операцію «Мюнхен», що мала за мету силове повернення Північної Буковини, Бессарабії та регіону Герца, які під військово-дипломатичним тиском з боку СРСР, були анексовані Червоною армією за рік до того. Бомбардувальники завдавали ударів по цілях у Станіславі, Кіровограді, Одесі, Дніпропетровську та на лінії Сталіна. 3 липня бомбардуванню піддалися залізничні станції в Жмеринці, 5 числа — Хотин, а також зосередження військ Червоної армії поблизу Могилева. У ході боїв над Молдавією 7 липня пілоти KG 27 стверджували, що без втрат знищили 70 вантажівок. Наступного дня III./KG 27 зазнав втрату п'яти бомбардувальників, ще один був пошкоджений, а 10 липня авіагрупа втратив свого командира Фріца Рейнхарда, убитого в бою.
З 12 по 19 липня в районі Жмеринки поблизу Вінниці пілоти гешвадера завдавала ударів по залізничних коліях. З 20 по 21 липня активно бомбардували залізницю між Черкасами та Долинською, а також паралізували рух на лініях Балта та Вапнярка. Тільки 20 липня KG 27 заявив про знищення 20 поїздів, незважаючи на протидію радянського 131-го винищувального авіаційного полку. KG 27 інтенсивно порушував радянські комунікаційні лінії постачання, і радянські винищувачі не змогли їх прикрити. KG 27 вилетів на підтримку Уманської битви. 24 липня бомбардувальники ескадри атакували Одеську гавань і потяги в районі Первомайська.
У серпні І./KG 27 атакувала залізничну лінію Мелітополь-Запоріжжя. З 15 по 18 серпня атакувала аеродроми, 21 серпня залізничну лінію Сімферополь-Сиваш, 30 серпня допомагала XXX корпусу форсувати Дніпро. II./KG 27 діяли в тих же районах. У вересні основні зусилля були спрямовані проти аеродромів, хоча 25 вересня атакували Перекоп. III./KG 27 діяв у західних і центральних областях України. До 15 серпня він втратив шість літаків у боях.
Наприкінці серпня та вересні KG 27 зосередилася на бомбардуванні Одеси та Криму. За допомогою StG 77 ескадра активно атакувала радянський Чорноморський флот. I. і II./KG 27 розпочали «наступи» на Одесу на підтримку 11-ї німецької армії. 60 літаків скинули на порт 97 тонн бомб. 18 вересня KG 27 отримала наказ паралізувати весь морський рух із Криму до Одеси. Наступного дня Вольфганг Скорчевський з 3./KG 27 потопив транспорт «Ударний» на схід від порту, за що був нагороджений Лицарським хрестом. 27 вересня KG 27 втратив у цих нальотах три бомбардувальники.
16 жовтня 1941 року льотчики KG 27 претендували на шість затоплених кораблів і суден, а також ще вісім пошкоджених. Втім, лише один судно (1412-тонний «Більшовик») було потоплено у взаємодії з бомбардувальниками І./KG 28. В цілому повітряні сили країн Осі не змогли запобігти евакуації з Одеси. За заявами радянського керівництва 350 тис. солдатів і мирних жителів та 200 000 одиниць зброї та матеріалів було вивезено з обложеної Одеси, хоча місто впало. Радянські винищувачі та протиповітряна оборона були дуже сильною і сприяли тривалій обороні, що зірвало просування групи армій «Південь».
У вересні бомбардувальники KG 27 здійснили 871 бойовий виліт, знищили 15 літаків, потопили один есмінець і три вантажні судна, знищили 243 машини та три потяги.
У жовтні KG 27 продовжив бойові дії по цілях у Чорному морі та на Кавказі. II./KG 27 провела нічну атаку на аеродром Кача в ніч на 2 жовтня і 7 жовтня атакувала Єйську гавань на Азовському морі. З 4 по 12 жовтня група завдала ударів по військових колонах, потягах, аеродромах та гаванях у районі Мелітополя, Бердянська, Ростова. З 15 по 27 жовтня діяла проти судноплавства в Криму та проти аеродрому Саки. На початку листопада група була виведена до Німеччини на відновлення боєздатності. I./KG 27 допомагала в проведенні атак на судноплавство з 18 по 31 жовтня.
12 листопада дев'ять пілотів He 111 загинули, коли МіГ-3, пілотований лейтенантом Яковом Івановим, тараном збив бомбардувальник Вільгельма Гофмана під час бомбардування порту Геленджик. У листопаді KG 27 здійснив 503 вильоти, знищивши 53 літаки, один есмінець, 12 вантажних суден, сім потягів, три танки та 294 машини. KG 27 підтримував німецькі війська в битві під Ростовом.

#### 1942
Взимку 1941/42 року основна діяльність 27-ї ескадри зосередилася навколо битви на Керченському півострові. I./KG 27 базувалася в Кіровограді з 29 грудня 1941 року. З 1 по 18 січня 1942 року пілоти групи здійснювали мінування портів Феодосія і Севастополь, а також Керченську гавань. З 22 по 22 січня в районі Ізюма були обстріляні потяги та залізничні об'єкти. До березня пріоритетом у Криму та на сході України залишалися залізниці та райони зосередження військ. II./KG 27 було переміщено на підтримку групи армій «Центр». Вона забезпечувала постачання повітрям своїм військам, що потрапили в оточення в Дем'янському мішку та в Холмі. До 29 березня авіагрупа виконувала завдання з підтримки поблизу озера Ільмень і Старої Русси. Ймовірно, що група була виведена до Німеччини до червня 1942 року, коли вона повернулася в Україну та південну Росію. III./KG 27 залишилася в Криму. Здійснювала польоти на цілі в районі Ізюма та портів Новоросійська (7 березня), Севастополя, Феодосії. 22 листопада 1941 року один з літаків He 111 групи розбився у складних погодних умовах, при цьому загинув один з найславетніших льотчиків-винищувачів Громадянської війни в Іспанії та Другої світової війни, перший кавалер Лицарського хреста Залізного хреста з Дубовим листям, мечами та діамантами генерал-інспектор винищувальної авіації Люфтваффе Вернер Мьольдерс.
Навесні кампанія в Чорному морі посилилася. 18 березня I./KG 27 пошкодив транспорт і плавучу батарею в Керченському порту. Загалом за березень 1942 року пілоти KG 27 здійснили 606 бойових вильотів. У травні 1942 року ескадру KG 27 перекинули на північ, коли розпочався радянський наступ на Харків. 13 травня підрозділи KG 27 вступили у битву, діючи у складі IV повітряного корпусу, чиї пілоти за час боїв у небі над Харковом збили 596 літаків у повітрі і 19 — на землі. Також літаки корпусу знищили 227 танків, 3083 одиниць автотранспорту, 24 артилерійські і дві зенітні батареї, 49 артилерійських систем, 22 локомотиви, 6 ешелонів, ціною втрати 49 літаків.
27-ма бомбардувальна ескадра підтримувала наступ німецької 6-ї армії на Вовчанськ, щоб отримати плацдарм для операції «Блау». Її пілоти брали активну участь у битві за вигин Дону. Радянські 2-га і 15-та повітряні армії, 1-й і 101-й винищувальні полки чинили в небі жорсткий опір. Надалі частина билася у Воронезькій битві. З 8 по 17 серпня екіпажі I./KG 27 виконували до чотирьох вильотів на день. 29 червня I./KG 27 вдалося знищити ешелон боєприпасів із близько 40 вагонів.
Незабаром KG 27 перемістили південніше для підтримки 6-ї армії в Сталінградській битві. З 23 серпня бомбардувальники розпочали «килимове» бомбардування міста. I./KG 27 бомбили залізничні цілі на захід і схід від Волги. Група була відібрана для проведення далеких бомбардувань цілей у районі Баку-Армавіра. 27-ма ескадра також виконувала завдання в районі Воронежа, бомбивши плацдарми на східному березі Дону. За один день I./KG 27 здійснила 14 вильотів проти цілей, які були сильно захищені зенітною артилерією. До 20 вересня перша група мала 22 літаки; лише 13 були в бойовому строю. Стан другої групи був значно гіршим; тільки вісім літаків із 18, що залишилися, були боєздатними. У третій групі все ще було 25 He 111, але лише 12 боєготових. Друга група була знята з фронту з 4 по 14 жовтня, щоб відпочити та переозброїтися в Німеччині в Ганновері.
Після того, як Червона армія провела операцію «Уран» й оточила сили Осі в Сталінграді, решта груп ескадри брали участь у відчайдушних контратаках. Навіть середні бомбардувальники використовувалися для безпосередньої авіаційної підтримки. 25 листопада разом з іншими частинами KG 27 завдала важких втрат радянській піхоті та кінноті у бою вздовж річки Чир. Пілоти ескадри допомагали у невдалому авіаперевезенні, але з грудня 1942 року до 14 січня 1943 року через важкі втрати в людях та літаках третя група була знята з фронту і відправлена до Ганновера для відновлення та відпочинку. Втім, групу доволі швидко повернути на театр бойових дій, оскільки група армій «Південь» намагалася запобігти повному розвалу фронту під ударами радянських військ. Відомо, що II./KG 27 підтримувала відбиття Харкова та Білгорода в березні 1943 року.

#### 1943
У квітні-травні 1943 року KG 27 виконувала завдання на підтримку дій 17-ї армії, що билася на Кубанському плацдармі навколо Таманського півострова. Пілоти бомбили залізниці, дороги, плацдарми та скупчення радянських військ на південь від Новоросійська. 30 травня завдали удару по цілях у Краснодарському краї. У червні льотчики брали участь у стратегічних бомбардуваннях Горького і танкового заводу, який там був, з 4 по 13 червня атакували гумовий завод в Ярославлі, а також залізничних об'єкти. 20 червня II./KG 27 розбомбила гумовий завод і отримала пошкодження одного бомбардувальника від радянського нічного винищувача.
5 липня 1943 року почалася Курська битва. До 15 липня ескадра підтримувала наступальні дії. Після швидкого провалу наступу I./KG 27 підтримувала 1-у танкову армію та реформовану 6-у армію в боях проти наступаючої за планом операції «Полководець Румянцев» Червоної армії до 5 серпня. Потім її через значні втрати в літаках перевели до Німеччини.
II./KG 27 до середини жовтня підтримувала 1-у танкову та 8-у польову армії в боях по рубежу річки Міус та при обороні Вітебська і Гомеля. У листопаді та грудні 1943 року її бомбардувальники здійснювали рейди на різноманітні цілі в районах Кіровограда та Києва. III./KG 27 залишалася до початку вересня 1943 року, коли була переміщена на південь для підтримки евакуації 17-ї армії з Кубані. 27 вересня KG 27 втратила лише за один день шість бомбардувальників у цьому секторі.

#### 1944
У січні 1944 року I./KG 27 повернулася в Україну і виконував завдання з нанесення ударів та повітряних поставок у битві в Корсунь-Шевченківському мішку. Ймовірно, були задіяні також друга та третя групи. I./KG 27 також допомагала у евакуації Одеси з 23 березня до 9 квітня 1944 р. В останній день група відступила до румунських Фокшан. Звідти KG 27 вилітала із постачанням до Сарабуза. Вони також виконували непритаманні їм завдання з протитанкової боротьби; так у боях за Перекопський перешийок 11 квітня екіпажі групи знищили 44 радянські танки. II./KG 27 була відправлена у Сарабуз в Криму і виконувала завдання з повітряної підтримки наземних сил, поки 30 травня 1944 року командир не отримав наказ на переміщення до Кенігсберга для відновлення боєздатності та доукомплектування особовим складом та технікою групи. До 31 липня група мала вже 38 He 111 і була відправлена в Афіни, Греція, щоб допомогти евакуювати німецькі війська з країни, а потім з Югославії, де діяла до 7 жовтня 1944 року. Авіаційна група прибула до Хоршінга, Австрія, де була перейменована на II./KG (J) 27 і з 23 листопада стала винищувальною частиною.
I./KG 27 виконувала нічні бойові вильоти проти залізниць та аеродромів під час радянської літньої наступальної операції «Багратіон». У червні та липні 1944 року пілоти бомбардувальної ескадри атакували Гомель, Рівне, Коростень, Мінськ, Сарни і Козятин. До 30 червня вона мала на озброєнні 41 He 111, але через брак палива час польоту скорочувався. 23 листопада 1944 року авіагрупу вивели до Австрії, де перейменували на винищувальну групу I./KG(J) 27 і включили до складу сил до стратегічної протиповітряної оборони Рейху.
Операції III./KG 27 достеменно не відомі. З 12 по 15 липня група виконувала місії постачання до Вільнюса в Литві та до німецьких військ, що опинилися в оточенні в результаті радянського наступу. До 31 серпня 32 «Хейнкелі» групи були відправлені до Афін, щоб допомогти евакуювати німецькі війська з Балкан. 23 листопада 1944 року, які і решта авіагруп стала третьою винищувальною групою KG 27 в австрійському Вельсі.

## Командування

### Командири KG 27
- Оберст Ганс Берендт (нім. Hans Behrendt) (1 травня — листопад 1939);
- Генерал-майор Ріхард Пуцір (нім. Richard Putzier) (листопад 1939 — січень 1940);
- Оберст Ганс Берендт (нім. Hans Behrendt) (січень — 22 червня 1940);
- Оберстлейтенант Бернгард Георгі (нім. Bernhard Georgi) (22 червня — 17 липня 1940, загинув у бою);
- Оберст Гергард Конрад (нім. Gerhard Conrad) (26 липня — 6 жовтня 1940);
- Майор Гергард Ульбріхт (нім. Gerhard Ulbricht) (листопад 1940 — грудень 1941);
- Оберст Ганс-Геннінг фон Бойст (нім. Hans-Henning Freiherr von Beust) (січень 1942 — 25 листопада 1943);
- Майор Карл-Август Петерсен (нім. Karl-August Petersen) (березень 1943 — листопад 1944);
- Оберстлейтенант Руді Кіль (нім. Rudi Kiel) (грудень 1943 — 10 квітня 1945).

### Командири I./KG 27
- Оберстлейтенант Фріц Граумніц (нім. Fritz Graumnitz) (1 травня — 10 жовтня 1939);
- Майор Сигізмунд фон Фалькенштайн (нім. Sigismund von Falkenstein) (11 жовтня 1939 — 31 травня 1940);
- Майор Гергард Ульбріхт (нім. Gerhard Ulbricht) (3 червня — 21 жовтня 1940);
- Гауптман Фріц Райнгард (нім. Fritz Reinhard) (22 жовтня 1940 — 9 липня 1941, загинув у бою);
- Майор Губертус Лессманн (нім. Hubertus Lessmann) (11 липня — 29 грудня 1941, загинув у бою);
- Гауптман Ебергард Штаух (нім. Eberhard Stauch) (30 грудня 1941 — 11 січня 1942);
- Майор Рудольф Мюллер (нім. Rudolf Müller) (12 січня — 30 листопада 1942);
- Гауптман Йоахім Пецольд (нім. Joachim Petzold) (1 грудня 1942 — травень 1944);
- Гауптман Горст Кведнау (нім. Horst Quednau) (9 травня — 12 листопада 1944);
- Гауптман Ганс Отто Гайнерт (нім. Hans Otto Heinert) (13 листопада 1944 — квітень 1945).

### Командири II./KG 27
- Майор Арно де Саланж-Драббе (нім. Arno de Salengre-Drabbe) (1 травня 1939 — 28 березня 1940);
- Майор Райнгольд Тамм (нім. Reinhold Tamm) (29 березня — 18 травня 1940);
- Майор Фрідріх-Курт Шліхтінг (нім. Friedrich-Kurt Schlichting) (7 червня — 10 серпня 1940, загинув у бою);
- Майор Артур Ешенгауер (нім. Artur Eschenhauer) (28 серпня — 15 листопада 1940);
- Гауптман Райнгард Гюнцель (нім. Reinhard Günzel) (16 листопада 1940 — 4 січня 1943);
- Майор Карл-Август Петерсен (нім. Karl-August Petersen) (5 січня — 14 грудня 1943);
- Гауптман Гайнц Кляйн (нім. Heinz Klien) (15 грудня 1943 — 23 грудня 1944);
- Гауптман Йоахім Кеннекке (нім. Joachim Könnecke) (24 грудня 1944 — 23 лютого 1945, загинув у бою).

### Командири III./KG 27
- Оберст Отто Зоммер (нім. Otto Sommer) (1 травня — 30 червня 1939);
- Майор Андреас Нільсен (нім. Andreas Nielsen) (1 липня 1939 — 24 лютого 1940);
- Гауптман Ульріх Шірмер (нім. Ulrich Schirmer) (24 лютого — 22 травня 1940, загинув у бою);
- Майор Манфред Шпек фон Штернберг (нім. Manfred Speck von Sternberg) (27 травня — 22 жовтня 1940);
- Гауптман Ганс-Геннінг фон Бойст (нім. Hans-Henning Frhr. von Beust) (23 жовтня 1940 — 28 січня 1942);
- Майор Еріх Тіль (нім. Erich Thiel) (1 березня 1942 — 22 квітня 1943);
- Гауптман Карл Маєр (нім. Karl Mayer) (23 квітня — 7 серпня 1943);
- Оберлейтенант Вальтер Граземанн (нім. Walter Grasemann) (липень — серпень 1943);
- Гауптман Генріх Кляйн (нім. Heinrich Klein) (22 вересня 1943 — 29 січня 1944;
- Гауптман Алоїз Кох (нім. Alois Koch) (30 січня — 23 липня 1944, загинув у бою);
- Майор Карл Маєр (29 липня — 12 листопада 1944).

### Командири IV./KG 27
- Оберлейтенант Бернгард Шляфке (нім. Bernhard Schlafke) (24 листопада 1940 — березень 1941);
- Гауптман Йоганнес Лоренц (нім. Johannes Lorenz) (13 березня — 24 вересня 1941);
- Гауптман Гелльманн (нім. Hellmann) (25 вересня — жовтень 1941);
- Оберлейтенант Гергард Брауншвайг (нім. Gerhard Braunschweig) (30 жовтня 1941 — 30 листопада 1942);
- Гауптман Вальтер Енгель (нім. Walter Engel) (1 грудня 1942 — 23 листопада 1944);
- Гауптман Вальтер Граземанн (нім. Walter Grasemann) (24 листопада — 8 грудня 1944).

## Основні райони базування 27-ї бомбардувальної ескадри

### Основні райони базуванняштабуKG 27
| 1 травня — 1 вересня 1939    | Ганновер-Лангенгаген | He-111P   |
| 1 вересня — жовтень 1939     | Вернойхен            | He-111P   |
| жовтень 1939 — травень 1940  | Ганновер-Лангенгаген | He-111P   |
| травень — липень 1940        | ?                    | He-111P   |
| липень 1940 — червень 1941   | Тур                  | He 111P/H |
| червень — липень 1941        | Фокшани-Південні     | He 111H   |
| липень — жовтень 1941        | Балта                | He 111H   |
| жовтень — грудень 1941       | Тирасполь            | He 111H   |
| грудень 1941 — березень 1942 | Кіровоград           | He 111H   |
| березень — червень 1942      | Харків               | He 111H   |
| червень — серпень 1942       | Курськ               | He 111H   |
| серпень — вересень 1942      | Розсош               | He 111H   |
| вересень — 20 грудня 1942    | Міллерово            | He 111H   |
| 20 грудня 1942 — січень 1943 | Новочеркаськ         | He 111H   |
| січень — квітень 1943        | Сталіно              | He 111H   |
| квітень — серпень 1943       | Харків               | He 111H   |
| серпень — вересень 1943      | Умань                | He 111H   |
| вересень 1943 — січень 1944  | Кіровоград           | He 111H   |
| січень — 23 лютого 1944      | Первомайськ          | He 111H   |
| 23 — 27 лютого 1944          | Проскурів            | He 111H   |
| 23 лютого — 1 квітня 1944    | Львів                | He 111H   |
| 1 — 13 квітня 1944           | Коросно              | He 111H   |
| 13 квітня — 31 травня 1944   | Фокшани              | He 111H   |
| 31 травня — 28 липня 1944    | Коросно              | He 111H   |
| 28 липня — листопад 1944     | Шиппенбайль          | He 111H   |
| листопад 1944 — квітень 1945 | Вельс                | Bf 109G   |

### Основні райони базування I./KG 27
| 1 травня — 1 вересня 1939    | Ганновер-Лангенгаген | He-111P   |
| 1 вересня — жовтень 1939     | Вернойхен            | He-111P   |
| жовтень 1939 — червень 1940  | Ганновер-Лангенгаген | He-111P   |
| червень — липень 1940        | Віллакубле           | He-111P   |
| липень 1940 — березень 1941  | Тур                  | He 111P/H |
| березень 1941                | Брест-Південний      | He 111H   |
| березень — червень 1941      | Тур                  | He 111H   |
| червень — липень 1941        | Фокшани-Південні     | He 111H   |
| липень — жовтень 1941        | Балта                | He 111H   |
| жовтень — грудень 1941       | Маріуполь            | He 111H   |
| грудень 1941 — квітень 1942  | Кіровоград           | He 111H   |
| квітень — червень 1942       | Керч                 | He 111H   |
| червень — липень 1942        | Харків               | He 111H   |
| липень — серпень 1942        | Курськ               | He 111H   |
| серпень — вересень 1942      | Розсош               | He 111H   |
| вересень — 20 грудня 1942    | Міллерово            | He 111H   |
| 20 грудня 1942 — січень 1943 | Уразово              | He 111H   |
| січень — лютий 1943          | Новочеркаськ         | He 111H   |
| лютий — травень 1943         | Сталіно              | He 111H   |
| травень — липень 1943        | Харків               | He 111H   |
| липень — вересень 1943       | Миргород             | He 111H   |
| вересень 1943 — січень 1944  | Гослар               | He 111H   |
| січень — 4 березня 1944      | Сарабуз              | He 111H   |
| 4 — 14 березня 1944          | Львів                | He 111H   |
| 14 — 27 березня 1944         | Тирасполь            | He 111H   |
| 28 березня — 9 квітня 1944   | Коросно              | He 111H   |
| 9 квітня — 15 травня 1944    | Фокшани              | He 111H   |
| 15 травня — 28 липня 1944    | Коросно              | He 111H   |
| 28 липня — серпень 1944      | Белиць               | He 111H   |
| серпень — листопад 1944      | Удетфілд             | He 111H   |
| листопад 1944 — квітень 1945 | Раффельдінг          | Bf 109G   |

### Основні райони базування II./KG 27
| 1 травня — 1 вересня 1939    | Вунсторф             | He-111P   |
| 1 вересня — жовтень 1939     | Нойгарденберг        | He-111P   |
| жовтень 1939 — травень 1940  | Дельменгорст         | He-111P   |
| травень — липень 1940        | ?                    | He-111P   |
| липень 1940 — березень 1941  | Бурж                 | He 111P/H |
| березень — червень 1941      | Дінар                | He 111H   |
| червень — серпень 1941       | Фокшани-Південні     | He 111H   |
| серпень — вересень 1941      | Перельоти            | He 111H   |
| вересень — листопад 1941     | Балта                | He 111H   |
| листопад 1941 — січень 1942  | Керч                 | He 111H   |
| січень — лютий 1942          | Ганновер-Лангенгаген | He 111H   |
| лютий — березень 1942        | Коров'є Село         | He 111H   |
| березень — травень 1942      | Дно                  | He 111H   |
| травень — липень 1942        | Сталіно              | He 111H   |
| серпень — жовтень 1942       | Курськ-Східний       | He 111H   |
| жовтень — 20 грудня 1942     | Міллерово            | He 111H   |
| 20 грудня 1942 — січень 1943 | Уразово              | He 111H   |
| січень 1943                  | Новочеркаськ         | He 111H   |
| січень — травень 1943        | Нойгаузен            | He 111H   |
| травень — липень 1943        | Харків               | He 111H   |
| липень — вересень 1943       | Миргород             | He 111H   |
| вересень — листопад 1943     | Кіровоград           | He 111H   |
| листопад 1943 — січень 1944  | Конрадсвальде        | He 111H   |
| січень — 12 березня 1944     | Львів                | He 111H   |
| 12 березня — 13 квітня 1944  | Коросно              | He 111H   |
| 13 квітня — 1 червня 1944    | Фокшани              | He 111H   |
| 1 червня — жовтень 1944      | Нойгаузен            | He 111H   |
| жовтень 1944 — квітень 1945  | Гершинг              | Bf 109G   |

### Основні райони базування III./KG 27
| 1 травня — 1 вересня 1939    | Дельменгорст     | He-111P   |
| 1 вересня — жовтень 1939     | Ноймарк          | He-111P   |
| жовтень 1939 — травень 1940  | Вунсторф         | He-111P   |
| травень — липень 1940        | ?                | He-111P   |
| липень 1940 — квітень 1941   | Ренн             | He 111P/H |
| квітень — червень 1941       | Орлеан-Брисі     | He 111H   |
| червень — липень 1941        | Зіліштянка       | He 111H   |
| липень — серпень 1941        | Фокшани-Південні | He 111H   |
| серпень — жовтень 1941       | Балта            | He 111H   |
| жовтень 1941 — травень 1942  | Херсон           | He 111H   |
| травень — червень 1942       | Сталіно          | He 111H   |
| червень — липень 1942        | Харків           | He 111H   |
| липень — вересень 1942       | Курськ-Східний   | He 111H   |
| вересень — 20 грудня 1942    | Міллерово        | He 111H   |
| 20 грудня 1942 — січень 1943 | Новочеркаськ     | He 111H   |
| січень — травень 1943        | Сталіно(?)       | He 111H   |
| травень — 8 серпня 1943      | Харків-Войченко  | He 111H   |
| 8 — 23 серпня 1943           | Миргород         | He 111H   |
| 23 серпня — вересень 1943    | Умань            | He 111H   |
| вересень 1943 — січень 1944  | Кіровоград       | He 111H   |
| січень — 25 лютого 1944      | Львів            | He 111H   |
| 25 лютого — 4 березня 1944   | Кенігсберг-Девау | He 111H   |
| 4 березня — 1 червня 1944    | Нойгаузен        | He 111H   |
| 1 червня — 25 липня 1944     | Мелець           | He 111H   |
| 25 липня — листопад 1944     | Шіппенбайль      | He 111H   |
| листопад 1944 — квітень 1945 | Вельс            | Fw 190A   |

### Основні райони базування IV./KG 27
| червень 1940 — 21 грудня 1941 | Авор                 | He 111P/H |
| 21 грудня 1941 — серпень 1942 | Ганновер-Лангенгаген | He 111P/H |
| серпень 1942 — 8 лютого 1943  | Полтава              | He 111H   |
| 9 — 28 лютого 1943            | Вінниця              | He 111H   |
| 1 березня — травень 1943      | Брауншвейг-Ваггум    | He 111H   |
| травень 1943 — 26 липня 1944  | Кенігсберг-Нойгаузен | He 111H   |
| 26 липня — 23 листопада 1944  | Пільзен              | He 111H   |

### Основні райони базування 14.(Eis)/KG 27
| січень — лютий 1943            | Харків-Войченко | He 111H |
| лютий — березень 1943          | Миргород(?)     | He 111H |
| березень — серпень 1943        | Харків          | He 111H |
| серпень — вересень 1943        | Миргород        | He 111H |
| вересень — грудень 1943        | Кіровоград      | He 111H |
| грудень 1943 — 9 березня 1944  | Родмансгефен    | He 111H |
| 9 — 21 березня 1944            | Львів           | He 111H |
| 21 березня — 30 липня 1944     | Коросно         | He 111H |
| 30 липня — 22 вересня 1944     | Штубендорф      | He 111H |
| 22 вересня — 10 жовтня 1944    | Сольнок         | He 111H |
| 10 жовтня — 1 листопада 1944   | Папа            | He 111H |
| 1 листопада 1944 — січень 1945 | Кременець       | He 111H |
| січень — березень 1945         | Малацки         | He 111H |
| березень — ? 1945              | ?               | He 111H |

## Список кавалерів Лицарського хреста Залізного хреста KG27
Позначення
| Ім'я                   | Звання          | Підрозділ  | Лицарського хреста | Лицарського хреста з дубовим листям | Прим. |
| ---------------------- | --------------- | ---------- | ------------------ | ----------------------------------- | ----- |
| Ганс-Геннінг фон Бойст | гауптман        | III./KG 27 | 17 вересня 1941    | 25 листопада 1943                   |       |
| Гюнтер Бірбрауєр       | фельдфебель     | 14./KG 27  | 17 квітня 1945     |                                     |       |
| Конрад Еллмер          | оберфельдфебель | 14./KG 27  | 9 червня 1944      |                                     |       |
| Адольф Фішбах          | оберлейтенант   | 4./KG 27   | 29 лютого 1944     |                                     |       |
| Вальтер Граземан       | оберлейтенант   | 9./KG 27   | 9 жовтня 1943      |                                     |       |
| Генріх-Альберт Гюнтер  | гауптман        | 7./KG 27   | 9 червня 1944      |                                     |       |
| Райнгард Гюнцель       | гауптман        | II./KG 27  | 17 вересня 1941    | 22 січня 1943                       |       |
| Ганс Газельбах         | лейтенант       | 14./KG 27  | 12 листопада 1943  |                                     |       |
| Гайнц Кляйн            | оберлейтенант   | 6./KG 27   | 12 листопада 1941  |                                     |       |
| Генріх Кляйн           | гауптман        | 2./KG 27   | 10 січня 1943      |                                     |       |
| Гельмут Клімек         | оберфельдфебель | 14./KG 27  | 9 червня 1944      |                                     |       |
| Гергард Кремс          | лейтенант       | 2./KG 27   | 25 травня 1942     |                                     |       |
| Рудольф Мюллер         | гауптман        | I./KG 27   | 1 липня 1942       |                                     |       |
| Карл-Август Петерсен   | гауптман        | 9./KG 27   | 7 березня 1942     |                                     |       |
| Йоахім Пецольд         | гауптман        | I./KG 27   | 18 травня 1943     |                                     |       |
| Гельмут Пуц            | оберлейтенант   | II./KG 27  | 19 вересня 1942    |                                     |       |
| Горст Кведнау          | оберлейтенант   | 8./KG 27   | 3 вересня 1942     |                                     |       |
| Вальтер Шаллес         | оберфельдфебель | 9./KG 27   | 15 грудня 1941     |                                     |       |
| Карл Шмід              | оберлейтенант   | 14./KG 27  | 19 серпня 1943     |                                     |       |
| Вольфганг Скорчевскі   | оберлейтенант   | 3./KG 27   | 17 вересня 1941    |                                     |       |
| Едуард Скржипек        | оберлейтенант   | 14./KG 27  | 16 квітня 1943     | 27 червня 1944                      |       |
| Вільгельм Ферлін       | гауптман        | 1./KG 27   | 30 грудня 1942     |                                     |       |
| Карл Цилліх            | оберлейтенант   | 6./KG 27   | 20 липня 1944      |                                     |       |